# 5 złotych 1934 Józef Piłsudski-Orzeł Strzelecki
5 złotych 1934 Józef Piłsudski–Orzeł Strzelecki – okolicznościowa moneta pięciozłotowa, bita w srebrze, wprowadzona do obiegu 31 lipca 1934 r, rozporządzeniem Ministra Skarbu z dnia 21 lipca 1934 r. (Dz.U. z 1934 r. nr 69, poz. 669), wycofana z obiegu na podstawie rozporządzenia ministrów gospodarki, finansów i spraw wewnętrznych Rzeszy wydanego 22 listopada 1939 r. w okresie Generalnego Gubernatorstwa, według którego monety bite w srebrze w okresie II Rzeczypospolitej należało obowiązkowo wymieniać na pieniądze papierowe.
Moneta upamiętniała 20. rocznicę wymarszu Pierwszej Kompanii Kadrowej, podobnie jak dziesięciozłotówka o takich samych wzorach awersu i rewersu.

## Awers
W centralnym punkcie znajduje się orzełek strzelecki z 1914 roku, otoczony napisem „RZECZPOSPOLITA POLSKA”, a na dole napis „5 ZŁOTYCH 5”.

## Rewers
Na tej stronie monety umieszczono lewy profil marszałka Józefa Piłsudskiego, u dołu, z lewej strony, poniżej brody, znak mennicy w Warszawie, z prawej strony data „1934", a wzdłuż obrzeża pod profilem słabo widoczne, niemal nieczytelne nazwisko projektanta.

## Nakład
Monetę wybito w srebrze próby 750, na krążku o średnicy 28 mm, masie 11 gramów, z rantem ząbkowanym, według projektu Stanisława Ostrowskiego, w mennicy w Warszawie, w nakładzie 300 000 sztuk.

## Opis
Pięciozłotówkę bito na podstawie rozporządzenia Prezydenta Rzeczypospolitej Polskiej z 27 sierpnia 1932 r. o zmianie niektórych postanowień rozporządzenia Prezydenta Rzeczypospolitej z dnia 5 listopada 1927 r., definiującego parametry monet:  2, 5, 10 złotych bitych w srebrze próby 750 i masie 2,2 grama przypadających na 1 złoty (Dz.U. z 1932 r. nr 74, poz. 668).
Rewers, poza datą 1934, jest identyczny z rewersem monety 5 złotych wzór 1934.
Parametry metrologiczne monety są identyczne z parametrami pięciozłotówek:
- wzór 1932 Polonia,
- wzór 1934 Józef Piłsudski oraz
- 1936 Żaglowiec[4].

## Wersje próbne
W katalogach podana jest informacja o wybiciu próbnych wersji monety:
- w srebrze z wypukłym napisem „PRÓBA” (100 sztuk),
- w srebrze, stemplem lustrzanym, z wypukłym napisem „PRÓBA” (nieznana liczba sztuk),
- w brązie, z wypukłym napisem „PRÓBA” (100 sztuk),
- w brązie, stemplem lustrzanym, z wypukłym napisem „PRÓBA” (nieznana liczba sztuk).

Istnieje wersja monety wybita stemplem lustrzanym w nakładzie 100 sztuk.